# Fany Georguleas
Stephanie Georguleas (São Paulo, 8 de setembro de 1987), mais conhecida como Fany Georguleas, é uma ex-atriz brasileira. Em 2012 decidiu abandonar a carreira após se casar com o empresário Adolfo Costa, com quem teve três filhos.

## Carreira
Filha de um grego com uma portuguesa, estreou como apresentadora no programa Patrulha Nick, do Nickelodeon, e em 2005 interpretou a personagem Kitty na série Malhação. Também interpretou Thirza no seriado Sítio do Picapau Amarelo. No ano seguinte, assinou contrato com a Rede Record, onde viveu Bia na sua primeira novela Amor e Intrigas. Em 2009 integrou o elenco de Poder Paralelo como Daniela.

## Filmografia

### Televisão
| Ano     | Título                   | Personagem / Cargo         | Notas                               |
| ------- | ------------------------ | -------------------------- | ----------------------------------- |
| 2002–04 | Patrulha Nick            | Apresentadora              |                                     |
| 2005    | Malhação                 | Cristina Ribeiro (Kitty)   | Temporada 12                        |
| 2006    | Sítio do Picapau Amarelo | Princesa Thirza            | Temporada 6                         |
| 2007    | Alta Estação             | Júlia Oliveira             | Episódio: "12 de fevereiro de 2007" |
| 2007    | Amor e Intrigas          | Maria Beatriz Moraes (Bia) |                                     |
| 2009    | Poder Paralelo           | Daniela Amaral             |                                     |
| 2011    | Julie e os Fantasmas     | Flávia                     | Episódio: "Quem Ri Por Último"      |
| 2012    | Salve Jorge              | Luciana                    | Episódio: "20 de novembro"          |